# Agriotella
Agriotella là một chi bọ cánh cứng trong họ 
Elateridae.
Chi này được Brown miêu tả khoa học năm 1933.

## Các loài
Các loài trong chi này gồm:
- Agriotella bigeminatus (Randall, 1838)
- Agriotella californica (Schaeffer, 1917)
- Agriotella columbiana Brown, 1933
- Agriotella debilis (LeConte, 1884)
- Agriotella fusca Lane, 1965
- Agriotella occidentalis Brown, 1933